# Garpastum
Garpastum è un film del 2005 diretto da Aleksej German.